# Transmission sans fil
Pour les articles homonymes, voir TSF.
La transmission sans fil est un mode de communication à distance utilisant des ondes électromagnétiques modulées comme vecteur. Avec celles-ci, les distances peuvent être courtes — quelques mètres pour le Bluetooth — voire correspondre à des millions de kilomètres pour le réseau de communications avec l'espace lointain de la NASA.
Dans le domaine grand public, les applications les plus courantes des transmissions sans fil incluent les téléphones portables, les GPS, les souris et les claviers d’ordinateur, les réseaux Wi-Fi, les réseaux mobiles (les WAN sans fil), les casques audio, les récepteurs radio et la télévision numérique terrestre et par satellite.
Dans le domaine professionnel, les applications concernent les communications maritimes et aériennes, celles des services de sécurité et des armées, les liaisons entre satellites et installations à terre, les télécommandes RF civiles et militaires, les transmissions vidéo et bien d'autres usages.
Pour certaines gammes de fréquences qui font partie des rayonnements non ionisants (micro-ondes et radiofréquences), les effets biologiques et environnementaux, à certaines fréquences et intensités, sont très discutés, en raison des résultats contradictoires de nombreuses études entreprises en lien avec le développement des communications sans fil et de la 5G.

## Historique
La transmission sans fil fut à l’origine appelée « la TSF », pour télégraphie sans fil. Ce sigle date des débuts des transmissions radio ; il est complètement tombé en désuétude mais a longtemps été utilisé pour désigner :
- les systèmes de téléphone et télégraphe sans fil ;
- les émetteurs, les récepteurs ainsi que les programmes qui permettaient de recevoir les émissions diffusées par les ondes radio.

Elle a été initialement assemblée et exploitée par Marconi, sur la base de travaux effectués par divers scientifiques : les ondes électromagnétiques ont d'abord été mises en évidence par Hertz après avoir été prédites par Maxwell ; Branly a découvert le principe de la radioconduction et conçu le radioconducteur à limaille, Popov l'antenne, Braun l'adaptation de l'impédance de l'antenne et les circuits sélectifs.

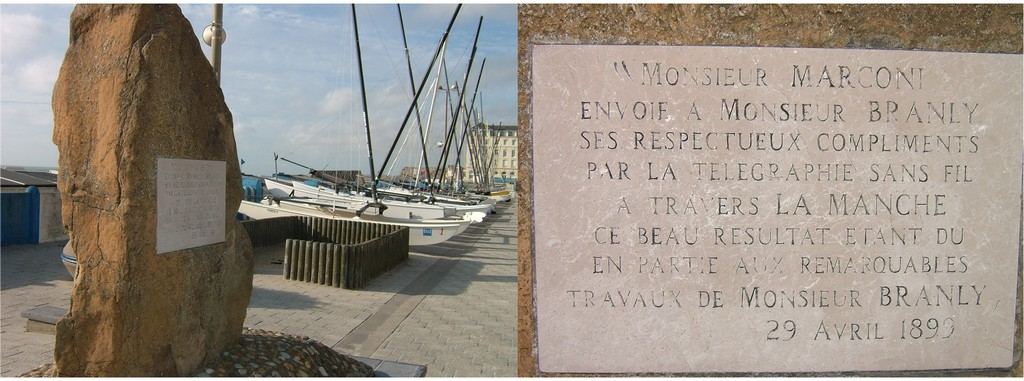
Première liaison transmanche par TSF à partir de Wimereux (Pas-de-Calais) en 1899.

La TSF a d'abord équipé des navires.

## Procédé
À l'origine, les ondes électromagnétiques étaient produites à partir de circuits oscillants à ondes amorties (via des arcs électriques). Ensuite, ce furent des alternateurs à haute fréquence qui ont produit l'énergie nécessaire. Finalement, ce sont des lampes à vide (triodes) qui produisirent l'énergie nécessaire. On entrait alors dans l'ère électronique des télécommunications.

## Radioamateurs
Les radioamateurs ont beaucoup contribué aux expérimentations et au développement de la TSF. Le Réseau des émetteurs français qui regroupe les radio-amateurs dispose d'un musée et d'un service historique
Léon Deloy, 8AB, fut le premier à réaliser la liaison transatlantique dans la bande en haute fréquence avec Fred Schnell, 1MO en novembre 1923 depuis Nice.
Joseph Roussel, 8AD, fut le quatrième radioamateur à avoir reçu l'autorisation d'émettre (nomenclature commencée à 8AA). Il fut Secrétaire Général de la Société Française d'Études de Télégraphie et de Téléphonie Sans Fil et auteur d'ouvrages de référence dont Le premier livre de l'amateur de T.S.F sorti des presses de l’éditeur parisien Vuibert en 1921.